# Springtime in Nagasaki
Springtime in Nagasaki es el cuadragésimo primer álbum de estudio del grupo alemán de música electrónica Tangerine Dream publicado en 2007 por el sello Eastgate. Se trata del primer disco de una serie de cinco álbumes titulada The Five Atomic Seasons temáticamente inspirada por los bombardeos atómicos sobre Hiroshima y Nagasaki.

## Historia
En noviembre de 2006 Tangerine Dream recibió una oferta por parte de un promotor local japonés que les contrató en 1982 para elaborar una serie de discos que sirvieran de homenaje a las víctimas de los bombardeos atómicos sobre Hiroshima y Nagasaki sucedidos el 6 y el 9 de agosto de 1945.
El empresario que realizó el encargo había estudiado en su juventud en ambas ciudades y solicitó su contratación para este proyecto, denominado The Five Atomic Seasons, indicando algunas pautas a la banda: los álbumes debían tener una duración de 54 minutos, los dos primeros debían dedicarse a Nagasaki (Springtime in Nagasaki y Summer in Nagasaki), los dos siguientes a Hiroshima (Autumn in Hiroshima y Winter in Hiroshima) y el último a la vida transcurrida después (The Endless Season).
Integrado por dos partes la primera, titulada «Navel of Light», es una composición de Edgar Froese que remite estilísticamente a un concepto de música electrónica clásico en la banda. La segunda, «Persistence of Memory», dotada de un estilo más contemporáneo, está compuesta por Thorsten Quaeschning.

## Recepción y Crítica
El álbum recibió críticas mayoritariamente favorables. Los usuarios de Rate Your Music le otorgan una puntuación de 3,3 sobre 5 con 64 críticas.

"En general Springtime en Nagasaki mezcla el pasado de Tangerine Dream combinándolo con sonidos ambientales contemporáneos para proporcionar una escucha rica y gratificante. La ausencia de Jerome Froese ha ayudado a dar un toque de ligereza que quizás haya estado ausente durante varios años. Es a la vez un Tangerine Dream clásico y, sin embargo, algo muy diferente. Muy recomendable para aquellos que buscan una forma de volver a escucharlos después de perder interés durante los años salvajes del grupo en la década de 1990."
intldebris, sobre Springtime in Nagasaki (Rate Your Music) 

Los seguidores de ProgArchives.com califican el disco con un 3,39 sobre 5 con 34 críticas.

"La primera parte ofrece música muy interesante a veces similar a la de su gran época de los años setenta: «Navel of Light - Part One» y la primera mitad de «Navel of Light - Part Three». (...) La segunda parte complacerá más a los fans de los años noventa ya que emplea más estos característicos sonidos electrónicos optimistas aunque más sensibles debido a la temática."
ZowieZiggy, sobre Springtime in Nagasaki (ProgArchives) 

## Listado de Canciones
| N.º   | Título                               | Escritor(es)         | Duración |  |
| 1.    | «Navel Of Light - Part One»          | Edgar Froese         | 8:02     |  |
| 2.    | «Navel Of Light - Part Two»          | Edgar Froese         | 14:44    |  |
| 3.    | «Navel Of Light - Part Three»        | Edgar Froese         | 7:42     |  |
| 4.    | «Persistence Of Memory - Part One»   | Thorsten Quaeschning | 6:32     |  |
| 5.    | «Persistence Of Memory - Part Two»   | Thorsten Quaeschning | 13:11    |  |
| 6.    | «Persistence Of Memory - Part Three» | Thorsten Quaeschning | 3:50     |  |
| 54:01 |                                      |                      |          |  |

## Personal
- Edgar Froese - programaciones, teclados, sintetizadores (temas 1-6) y composición (temas 1-3)
- Thorsen Quaeschning - programaciones, teclados, sintetizadores (temas 1-6) y composición (temas 4-6)
- Christian Gstettner - ingeniero de sonido
- Gerd Palkovits - asistencia de ingeniería
- Harald Pairits - masterización
- Bianca F. Acquaye - portada